# Войковська селищна рада
Войко́вська се́лищна ра́да — адміністративно-територіальна одиниця та орган місцевого самоврядування в Амвросіївському районі Донецької області. Адміністративний центр — селище міського типу Копані.

## Загальні відомості
- Населення ради: 1 547 осіб (станом на 2001 рік)

## Населені пункти
Селищній раді підпорядковані населені пункти:
- смт Копані
- с-ще Обрізне

## Склад ради
Рада складається з 16 депутатів та голови.
- Голова ради:

### Керівний склад попередніх скликань
| Прізвище, ім'я, по батькові | Основні відомості                                                                      | Дата обрання | Дата звільнення |
| --------------------------- | -------------------------------------------------------------------------------------- | ------------ | --------------- |
| Сєріков Микола Миколайович  | Селищний голова, 1957 року народження, член Партії регіонів                            | 26.03.2006   | 31.10.2010      |
| Сєриков Микола Миколайович  | Селищний голова, 1957 року народження, освіта середня спеціальна, член Партії регіонів | 31.10.2010   | 14.11.2013      |

Примітка: таблиця складена за даними сайту Верховної Ради України

### Депутати
За результатами місцевих виборів 2010 року депутатами ради стали:

#### За суб'єктами висування
| Суб'єкт висування | Кількість обраних депутатів | %   |
| ----------------- | --------------------------- | --- |
| Партія регіонів   | 16                          | 100 |

#### За округами
| № округу        | Прізвище, ім'я, по батькові     | Дата визнання обраним | Освіта             | Партійна приналежність            | Відомості про обраного депутата                             |
| --------------- | ------------------------------- | --------------------- | ------------------ | --------------------------------- | ----------------------------------------------------------- |
| Партія регіонів |                                 |                       |                    |                                   |                                                             |
| 1               | Буймова Тетяна Василівна        | 02.11.2010            | середня спеціальна | член Партії регіонів              | Войковська загальноосвітня школа, технічний працівник       |
| 2               | Радченко Ірина Володимирівна    | 02.11.2010            | середня спеціальна | позапартійна                      |                                                             |
| 3               | Барпалова Раїса Василівна       | 02.11.2010            | середня спеціальна | член Партії регіонів              | Войковська загальноосвітня школа, технічний працівник       |
| 4               | Русанова Зінаїда Павлівна       | 02.11.2010            | вища               | член Партії регіонів              | Амвросіївський терцентр, соціальний працівник               |
| 5               | Гармаш Едуард Миколайович       | 02.11.2010            | середня            | позапартійний                     |                                                             |
| 6               | Кветкіна Наталія Василівна      | 02.11.2010            | вища               | позапартійна                      | Войковське поштове відділення, листоноша                    |
| 7               | Малашко Любов Іванівна          | 02.11.2010            | вища               | член Партії регіонів              | Войковська амбулаторія, медична сестра                      |
| 8               | Дубчак Григорій Денисович       | 02.11.2010            | середня            | позапартійний                     | ПП Агрофірма Войковська, слюсар                             |
| 9               | Білоцерківська Ольга Миколаївна | 02.11.2010            | вища               | член Партії регіонів              | Войковська загальноосвітня школа, вчитель                   |
| 10              | Остапенко Людмила Миколаївна    | 02.11.2010            | вища               | позапартійна                      |                                                             |
| 11              | Дорошенко Лариса Миронівна      | 02.11.2010            | вища               | член Партії регіонів              | Донецька кондитерська фірма «Київ-Конті», бригадир укладчик |
| 12              | Цапова Світлана Леонідівна      | 02.11.2010            | середня спеціальна | позапартійна                      | Войковське поштове відділення, начальник відділення         |
| 13              | Бєлова Наталія Петрівна         | 02.11.2010            | вища               | член Партії регіонів              | Войковська сільська рада, секретар                          |
| 14              | Юрченко Володимир В'ячеславович | 02.11.2010            | вища               | позапартійний                     | Войковська загальноосвітня школа, вчитель                   |
| 15              | Медяник Ірина Анатоліївна       | 02.11.2010            | вища               | член Комуністичної партії України | Войковське поштове відділення, листоноша                    |
| 16              | Кузенков Анатолій Андрійович    | 02.11.2010            | вища               | член Партії регіонів              | пенсіонер                                                   |